# نیکلاس مارینی
نیکلاس مارینی (ایتالیایی: Nicolas Marini؛ زادهٔ ۲۹ ژوئیهٔ ۱۹۹۳) دوچرخه‌سوار اهل ایتالیا است.
از باشگاه‌هایی که در آن رکاب زده‌است می‌توان به نیپو–وینی فانتینی اشاره کرد.